# 二分之一美少年
《二分之一美少年》（英語：Debut），2018年中国偶像剧。由叶子诚、周升、敖翔、裕东、释小虎、金丽婷领衔主演，芒果TV于2018年2月7日首播。

## 劇情介紹
该剧以梦想为主线，采用吕飞和吕翔的双重视角，以一场突如其来的“神奇”车祸为开端，讲述一众年轻人为了梦想在娱乐公司作为练习生努力奋斗的故事。
由吕翔、白影、张寒、尉迟恪组成的新生代偶像A.C.E，为了梦想在娱乐公司作为练习生努力奋斗。其中，吕翔是个性呆萌的主唱担当、灵魂歌者，公司太子爷白影是外冷内热、帅气多金的Rap担当，张寒是中二热血的主舞担当，尉迟恪则是温柔正直的暖男担当。
一场突如其来的车祸，将胖子吕飞的身体里撞出另外一个帅哥吕翔，从此他过上了白天是帅气练习生、晚上是其貌不扬的便利店店员的“双面人生”。他一边准备出道，一边探寻换身的缘由。而女护士吴悠悠的出现，让吕飞的人生增加了一抹意外的色彩。

## 播出时间
| 频道                  | 所在地   | 播映日期                     | 播出时间                 | 备注        |
| --------------------- | -------- | ---------------------------- | ------------------------ | ----------- |
| 芒果TV                | 中国大陆 | 2018年2月7日                 |                          |             |
| Astro双星 Astro双星HD | 马来西亚 | 2018年3月12日 - 2018年4月6日 | 星期一至五 17:00 - 18:00 | 第1 - 20集  |
| Astro双星 Astro双星HD | 马来西亚 | 2018年4月7日                 | 星期六 14:30 - 16:30     | 第21 - 23集 |

## 演员列表

### 主要演员
| 演員   | 角色   | 介紹 |
| 叶子诚 | 吕翔   | 呂翔是胖子呂飛因車禍而從體內撞出的一個帥哥，憑藉優秀的個人條件被選進練習生公司的出道班，開始了練習生生活。後成為組合ACE成員之一，是主唱擔當，有“靈魂歌者”之稱。喜歡悠悠，但悠悠喜歡呂飛，呂翔便默默守在悠悠身邊。                            |
| 周升   | 白影   | 白影是空娛傳媒總裁的兒子，組合ACE成員之一，外冷內熱。母親熊天黛和弟弟白靈的去世讓他變得封閉壓抑，直到看到呂翔的時候，他總是時不時地在呂翔的身上看到弟弟白靈的影子，不由自主地想要幫助他、照顧他。                                            |
| 敖翔   | 张寒   | 張寒是組合ACE成員之一，擅長機械舞。張寒是富二代，從長相到性格、到行事作風都很張揚。因為嫉妒空降出道班呂翔，幾次三番捉弄和陷害呂翔。最後經歷了一些變故，獲得了成長。                                                                          |
| 裕东   | 尉迟恪 | 尉遲恪是組合AEC成員之一，努力紮實，溫暖卻深不見底，身上有著不為人知的秘密。尉遲屬喜歡妙麗，得知妙麗想與他在一起，很是開心，然而在二人約會時被記者拍到，尉遲屬才發現這是一場精心設計的炒作。雖然誤入了歧途，但最終回到夥伴身邊，一起出道。    |
| 释小虎 | 吕飞   | 呂飛很胖，是個其貌不揚但熱愛唱歌的歌手。慢半拍，狀況外，真誠、貪吃，因為外形問題總被人嘲笑，甚至被嫌棄，實則心地善良。因遭遇奇異的車禍，呂飛的身體被撞出另外一個帥哥，名為呂翔，從此呂飛過上白天是帥氣練習生、晚上是便利店店員的“雙面人生”。 |
| 金丽婷 | 吴悠悠 | 吳悠悠原本是女護士，擁有純淨的嗓音、親和性的甜美，簡單爽朗。之後，因為喜歡呂飛，為了支持呂飛，進入空娛傳媒當上練習生。因在舞蹈方面有天賦，被選中競選領舞。最後，得知呂飛與呂翔是同一人，看著呂翔和夥伴們組成ACE正式出道。                    |

### 其他演员
| 演員   | 角色   | 介紹 |
| 王筱沫 | 王潇潇 |      |
| 董昕赟 | 胡越   |      |
| 李若玹 | 妙丽   |      |
| 朱丽岚 | 安吉   |      |
| 陈雅斓 | 陈昊   |      |
| 刘前程 | 张瑞阳 |      |
| 刘振   | 张栋   |      |
| 赵擎   | 白菲力 |      |

## 电视原声带
| 曲序 | 曲目                     | 演唱           |
| ---- | ------------------------ | -------------- |
| 1.   | 卑微与高贵（主题曲）     | 王矜霖、陈圣仑 |
| 2.   | 遗忘的勇敢（插曲）       | 王矜霖         |
| 3.   | 最佳人选（插曲）         | 王矜霖、金丽婷 |
| 4.   | 半梦半醒忽然之间（插曲） | 毛泽少         |